# Alfred Köhler
Gustaf Alfred Köhler, född 25 mars 1849 i Sköldinge församling, Södermanlands län, död 17 april 1927 i Kisa församling, Östergötlands län, var en svensk folkmusiker.

## Biografi
Köhler föddes 25 mars 1849 på Holbonäs i Sköldinge socken. Han började spela fiol när han var 9 år gammal. Köhler anlitades ofta att spela på bröllop  där han växte upp. Han hade också två bröder som spelade fiol och var flitigt anlitade. Köhler flyttade 1884 till Kisa och arbetade där som mjölnare.

## Upptecknade låtar
- Vals i A-dur efter en murare i Södermanland cirka 1875.[3]
- Polska i D-dur.[3]
- Vals i A-dur efter spelman och trädgårdsdräng Hellberg från Stenhammars slott vid Flen.[3]

## Kompositioner
Låtarna är insamlade av spelmannen Allan Manneberg.
- Gustaf Perssons vals i A-dur.
- Vals  Köhlers minne i A-dur.
- Karsättersvalsen i G-dur.
- Murar'ns fr. Rejmyre vals i A-dur.
- Vals i A-dur.
- Vals i G-dur.
- Polska i D-dur.
- Polska i D-dur.
- Hambopolska i G-dur.
- Hambopolska i D-dur.